# Хагриф
Хагриф (лат. Hagryphus) — род тероподных динозавров из семейства ценагнатид. Окаменелости обнаружены в верхнемеловых отложениях (83,5—70,6 млн лет назад) штата Юта, США. Название означает «гигантское четвероногое, подобное птице-богу западной пустыни» и состоит из двух слов — «Ха», имени египетского бога пустыни, и «Грифон», названия мифологического существа, похожего на птицу. Единственный вид Hagryphus giganteus был описан в 2005 году.

## Открытие
Хагриф впервые был обнаружен в США. Ископаемые остатки динозавра, похожего на птицу, американские учёные нашли на территории национального памятника природы Grand Staircase-Escalante National Monument, в северной части штата Юта. Открытие совершили палеонтологи из Университета Юты и музея естествознания.

## Характеристики
Учёные смогли восстановить облик динозавра, и в этом им помогли кости из Азии. Хагриф относится к группе птицеподобных динозавров — овирапторозавров, с беззубыми клювами и сильными лапами с огромными когтями. Судя по обнаруженным остаткам, хагриф был намного больше овирапторозавров, найденных в Канаде и на севере США. Как отражено в видовом названии (H. giganteus), хагриф был крупным овирапторозавром, достигая длины предположительно до 3 м, что делает его крупнейшим представителем своей группы после гигантораптора. H. giganteus на 30—40 % больше следующего крупнейшего североамериканского овирапторозавра — Chirostenotes. Длина руки голотипа — около 30 см. Согласно оценке Грегори С. Пола (2016), хагриф имел более скромные размеры, чем предполагалось ранее: чуть более 2 м в длину при массе 50 кг.